# Arte dell'Antico Regno
L'arte dell'Antico Regno si sviluppa tra il 2700 a.C. e il 2160 a.C., durante la III-IV-V-VI dinastia e si caratterizza per la realizzazione di complessi architettonici e sculture di grandi dimensioni.

## Architettura

### Architettura funeraria reale

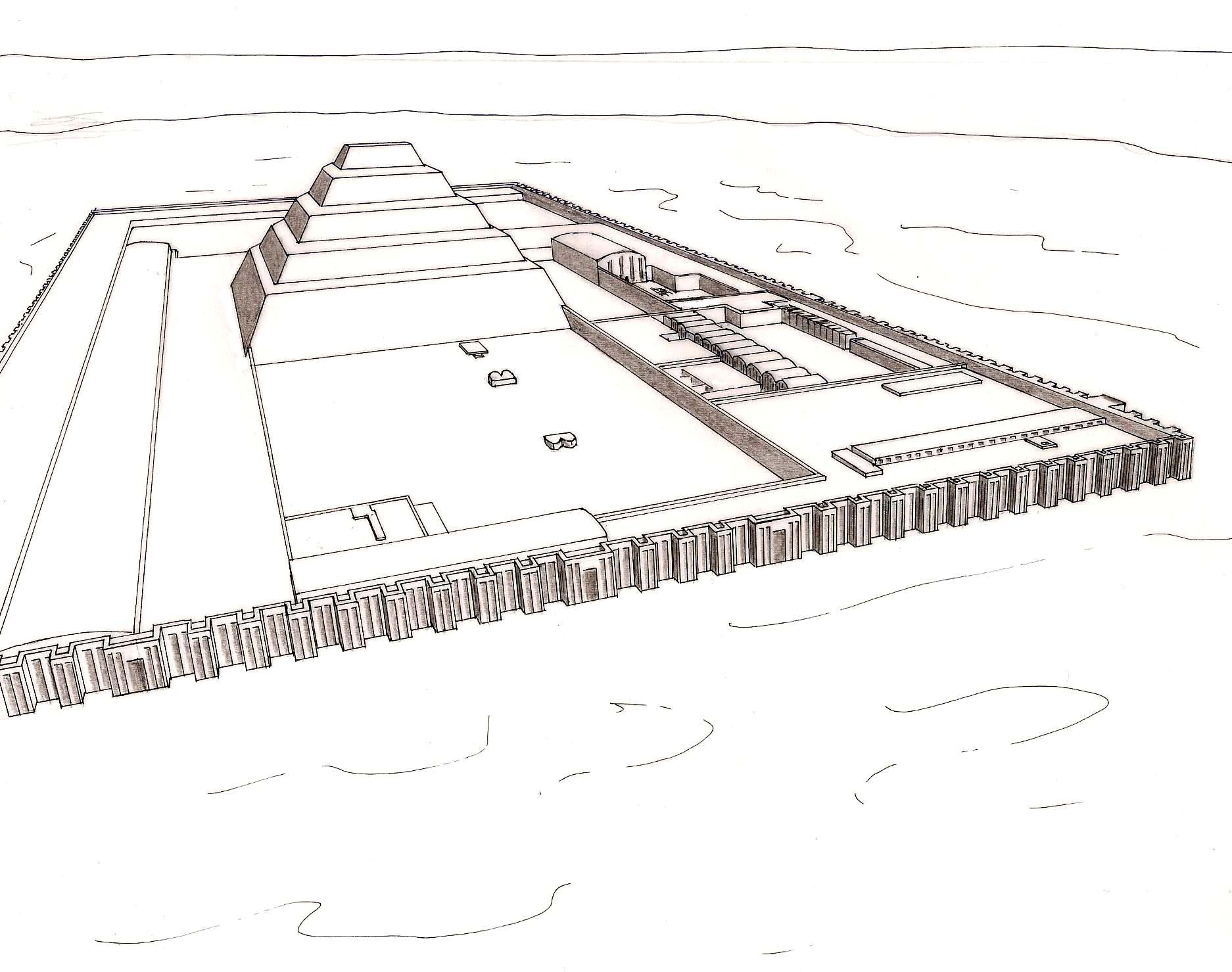
Complesso funerario di Djoser a Saqqara

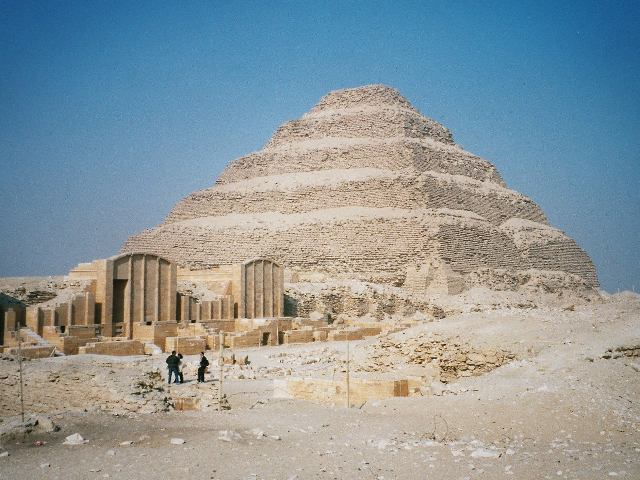
Piramide a gradoni di Djoser, Saqqara

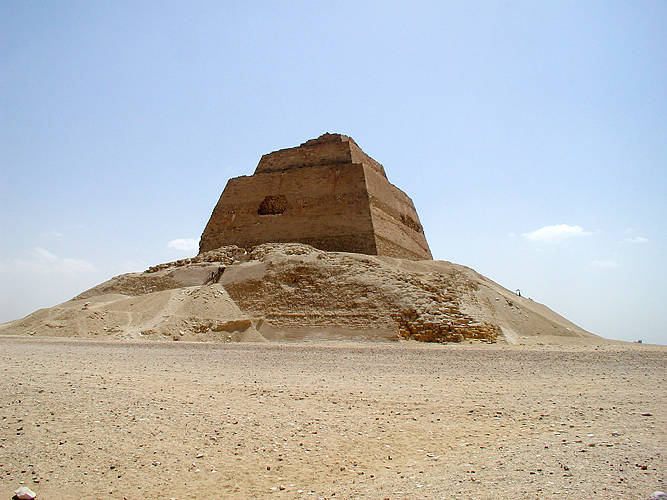
Piramide di Snefru a Meidum

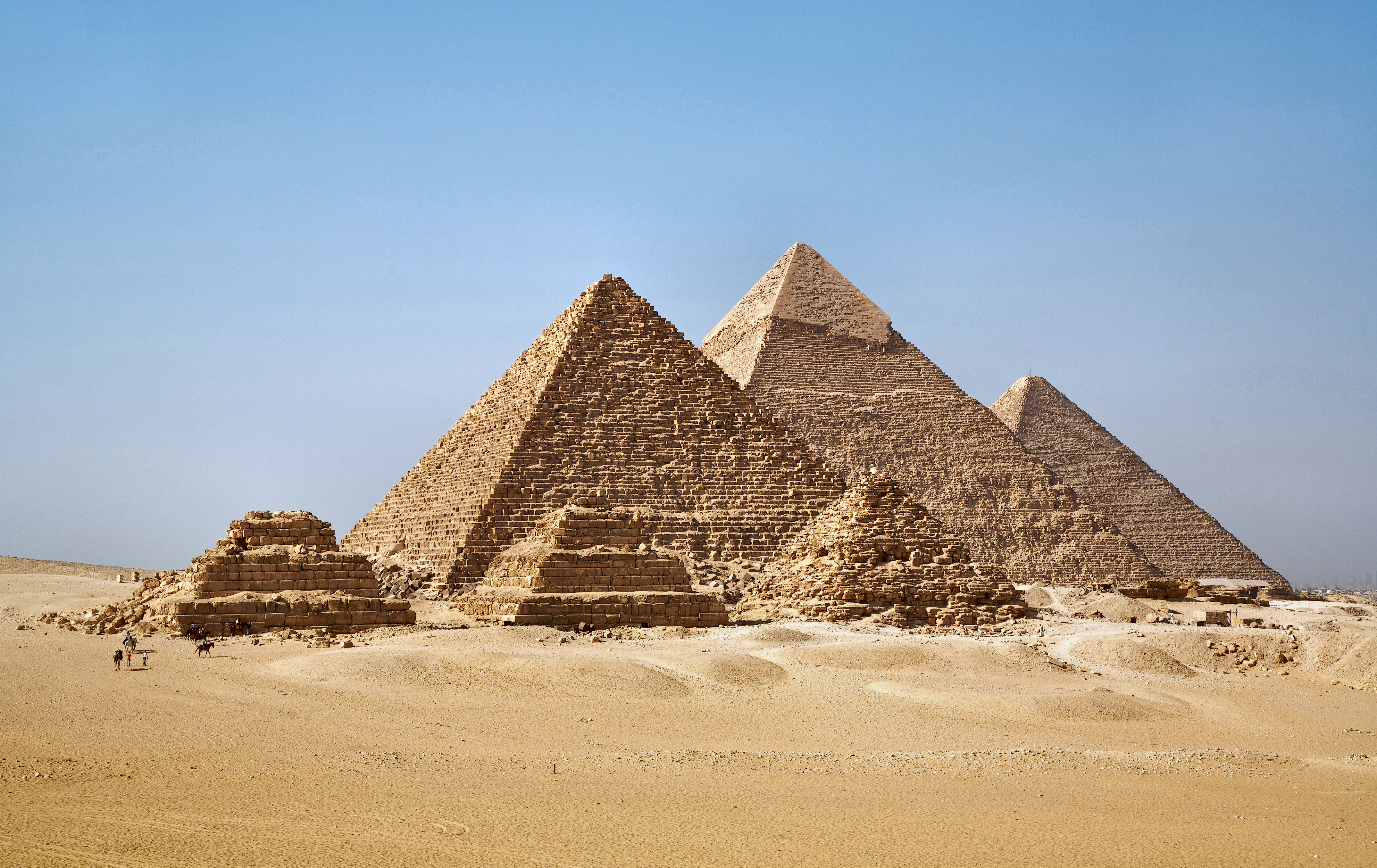
Piramidi di Giza

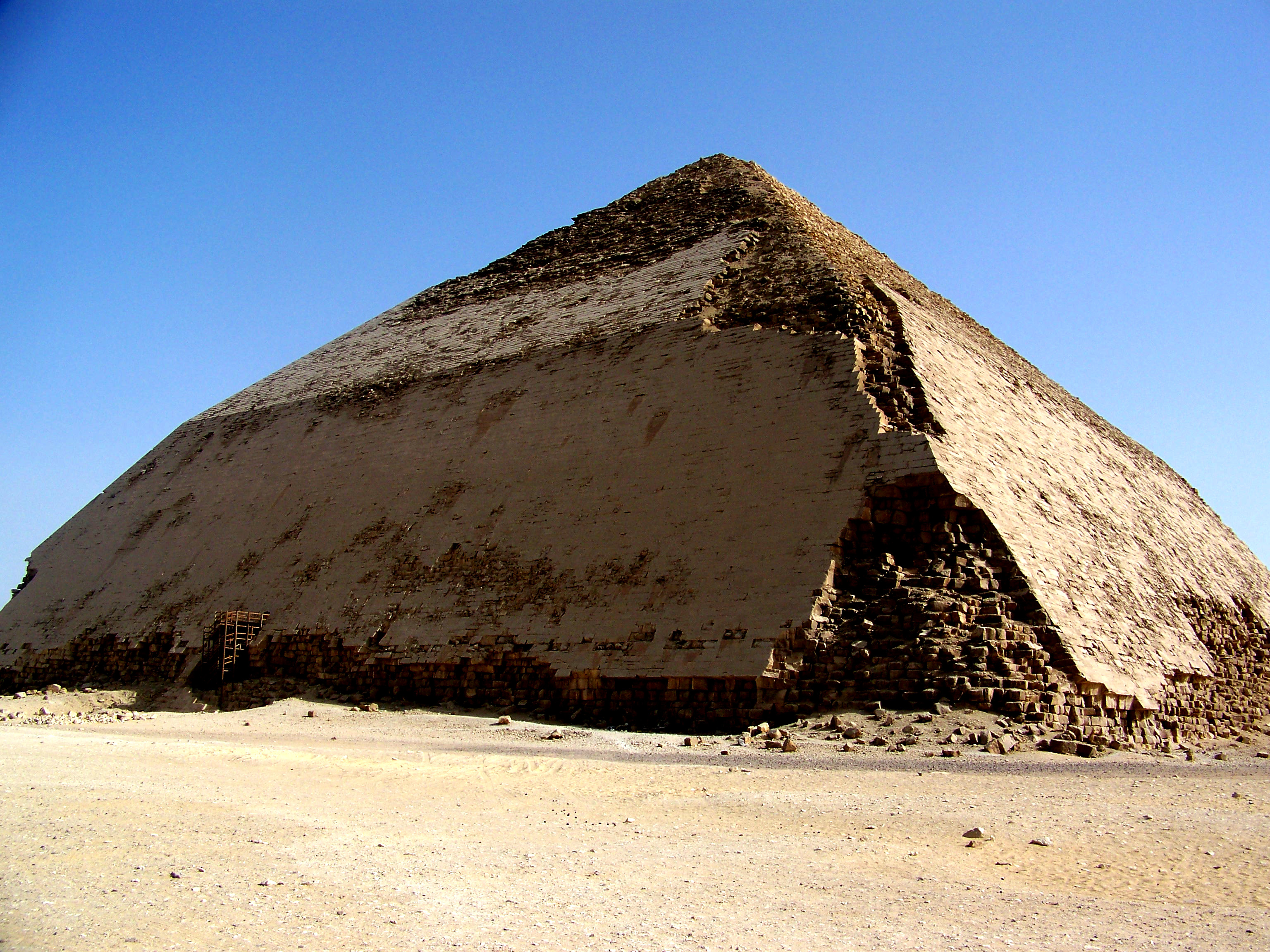
Piramide meridionale di Snefru, Dahshur

Durante il regno dei primi faraoni della III dinastia, le sepolture reali sono costituite principalmente da mastabe realizzate in mattoni. Sotto il sovrano Djoser  o Gioser (2700 – 2150 a.C.) vengono introdotte due innovazioni nell'architettura funeraria egizia: l'uso della pietra e la piramide. Queste novità vengono ideate dall'architetto e primo ministro del sovrano, Imhotep. L'architetto inizialmente decide di realizzare a Saqqara una mastaba in pietra, più duratura nel tempo rispetto ai mattoni di argilla, successivamente ne allarga il perimetro e sovrappone varie mastabe di ridotte dimensioni, dando origine a una struttura prima a quattro e poi a sei livelli. Il complesso funerario di Djoser è circondato da un alto muro ed è probabile che Imhotep decida di utilizzare questo espediente per sovrastare questa barriera, rendendo la sepoltura del sovrano visibile anche da grandi distanze.
Il complesso funerario di Djoser (compresa la struttura intorno alla piramide) misura 560 metri di lunghezza e presenta lungo il muro di cinta 14 finte porte e un ingresso, che si apre su una grande corte. All'interno del temenos (recinto sacro) sono collocati alcuni edifici cerimoniali, cappelle destinate alla celebrazione del giubileo reale o festa Sed (ogni 30 anni di regno) e un tempio mortuario con un serdab contenente la statua del sovrano. Le camere mortuarie erano collocate sotto la piramide. 
Nel complesso di Saqqara si assiste alla pietrificazione di tutti gli elementi, realizzati in materiali deperibili (legno e mattoni), presenti nelle sepolture delle dinastie precedenti

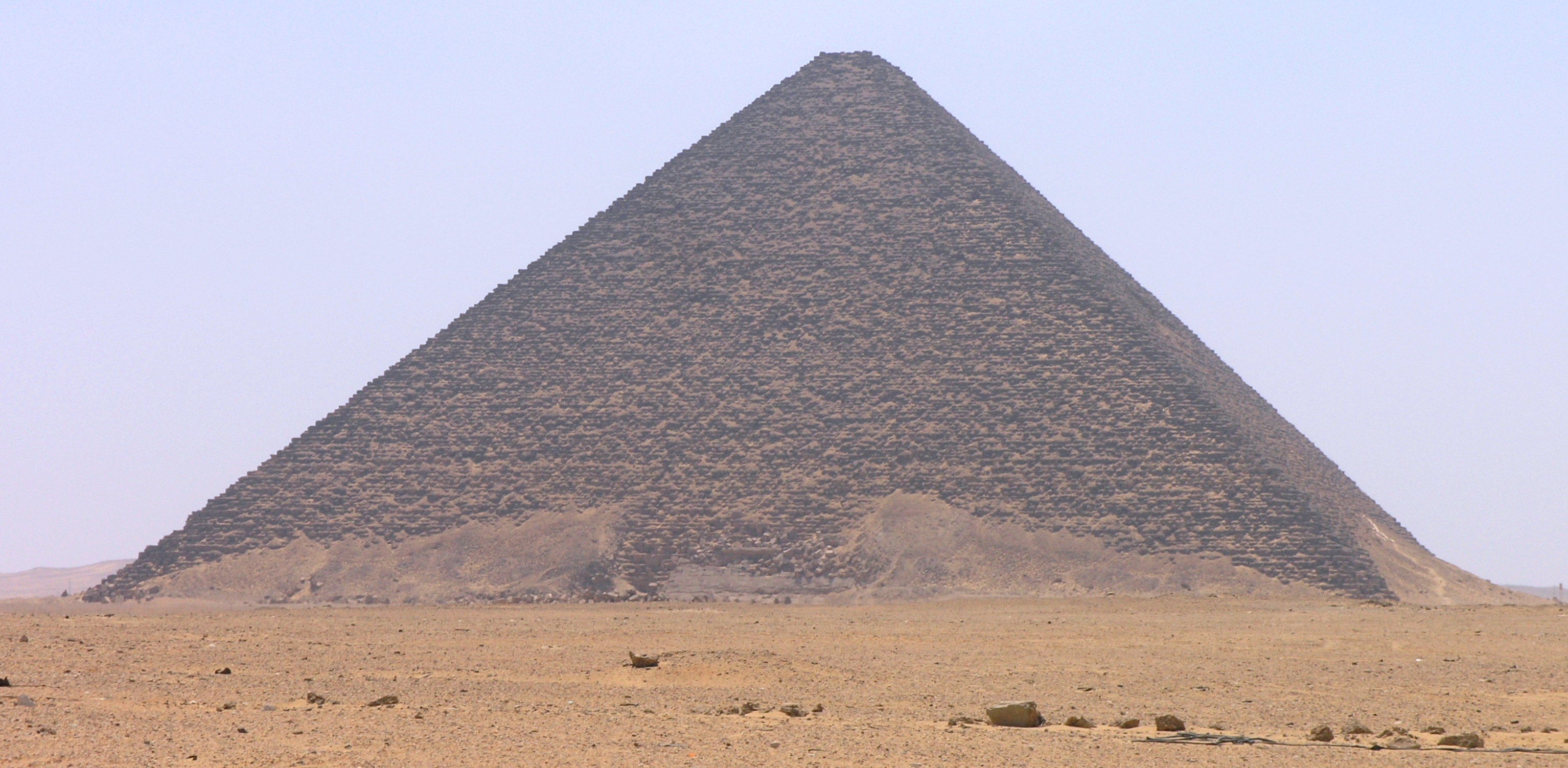
Piramide rossa di Snefru, Dahshur

La IV dinastia vede svilupparsi il concetto di sepoltura piramidale.
Il sovrano Snefru, fondatore della IV dinastia, realizza ben tre piramidi, che ci permettono di seguire l'evoluzione di questa monumentale architettura.
La prima a Meidum, iniziata precedentemente da Huni (successore di Gioser) e completata da Snefru, si presenta a gradoni con rivestimento di blocchi di pietra liscia. 
La seconda, realizzata a Dahshur, (piramide meridionale) viene progettata dall'architetto Nefermaat come un edificio a sezione equilatera contenente le stanze funebri. A metà dei lavori la struttura presenta i primi segni di cedimento, con la comparsa di crepe e fratture, quindi si decide di cambiare l'angolo d'inclinazione per diminuirne il peso. Se la piramide fosse stata terminata secondo l'angolo d'inclinazione iniziale, si sarebbe innalzata maggiormente rispetto alla grande piramide di Cheope. In questa piramide vengono introdotte per la prima volta le decorazioni parietali in bassorilievo d'ambito funerario.
Il sovrano, verso la fine del regno, si fa erigere una terza piramide, sempre a Dahshur (la piramide rossa). Questa nuova struttura viene realizzata con una pendenza minore rispetto alla precedente, il che le conferisce un aspetto piuttosto tozzo e massiccio. Con questa terza piramide, si raggiungono la tecnica e gli accorgimenti costruttivi che porteranno all'edificazione delle piramidi di Giza.
Cheope (2550-2530 a.C.), figlio di Snefru, completa l'evoluzione architettonica della piramide, portandola all'apice. Sulla piana di Giza, il sovrano si fa erigere dall'architetto Hemiunu, figlio di Nefermaat, la piramide più alta dell'Egitto. L'edificio ospita varie stanze, forse destinate alle spoglie del sovrano o adibite ad altre funzioni. Interrata sotto la struttura si trova una prima camera, incompleta e forse abbandonata a causa dell'instabilità della pietra in cui è scavata, come potrebbero dimostrare alcune fenditure nelle pareti. Si procede alla costruzione di una seconda camera, realizzata a metà della struttura piramidale, collegata da un corridoio alla prima; ma anche questa stanza viene abbandonata a causa di un cedimento nei blocchi di copertura. Gli architetti decidono quindi di realizzare una terza aula in posizione più elevata, collegata anch'essa alla seconda da un lungo e alto corridoio (grande galleria). All'interno della terza camera vi è collocato un sarcofago in granito, forse destinato ad accogliere le spoglie del sovrano. 
Esternamente la piramide di Cheope si presenta come un grande ammasso di blocchi di pietra sovrapposti, ma in origine presentava un rivestimento in calcare bianco e liscio, splendente ai raggi del sole.
Attorno alla grande piramide sono state rinvenute numerose sepolture della famiglia reale e di dignitari di corte, edificate come piramidi di ridottissime dimensioni e mastabe. Inoltre sono state rinvenute alcune fosse allungate di notevoli dimensioni (43 m di lunghezza), disposte parallelamente ai lati della base della piramide, destinate ad ospitare le barche sacre.
Il primo successore di Cheope, suo figlio Djedefra, erige la propria piramide su un promontorio ad Abu Rawash (circa 8 km a nord di Giza) da cui si domina la piana di Giza. Il suo sepolcro, oggi in rovina, si presentava di dimensioni ridotte rispetto alla piramide del fratello, ma essendo stata edificata su un rilievo, in origine, doveva svettare più in alto ed essere visibile da una maggiore distanza.
Il faraone Chefren (2520-2494 a.C.) torna a Giza dove erige una piramide gemella a quella di Cheope, ma di dimensioni leggermente ridotte. La piramide di Chefren  presenta ancora oggi, in sommità, l'originale rivestimento in granito.
Nei pressi del monumento funebre di Chefren sono collocati alcuni edifici templari:  il tempio della valle e il tempio funerario, collegati da una strada rialzata lastricata. Il tempio della valle venne utilizzato per accogliere la bara del faraone prima di giungere nella sua dimora eterna. Il tempio funebre presentava colonne di granito rosa di Assuan e alabastro e conteneva 20 statue del faraone.
Innanzi alle piramidi domina la Sfinge di Giza.
Il faraone Micerino, successore di Chefren, si fa erigere una piramide, di ridottissime dimensioni, sempre a Giza.
Nella V e VI dinastia si mantiene la tradizione dell'erezione di piramidi, anche se di dimensioni ridotte e realizzate con materiali meno costosi e resistenti. Le piramidi di questi faraoni sono per la maggior parte in rovina.
Comparsa nella piramide di Unis (2356-2323 a.C.) dei primi testi geroglifici, recanti formule magiche per accompagnare il defunto nel modo dei morti (Testi delle Piramidi).

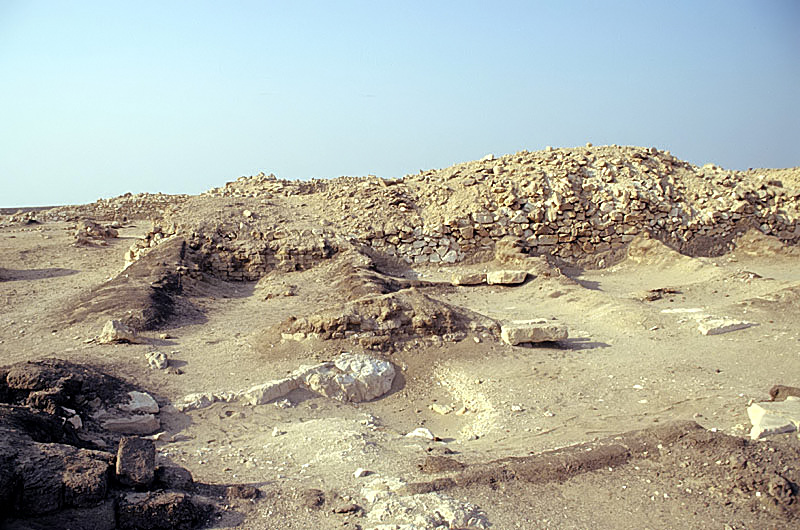
Piramide di Djedefra ad Abu Rawash.
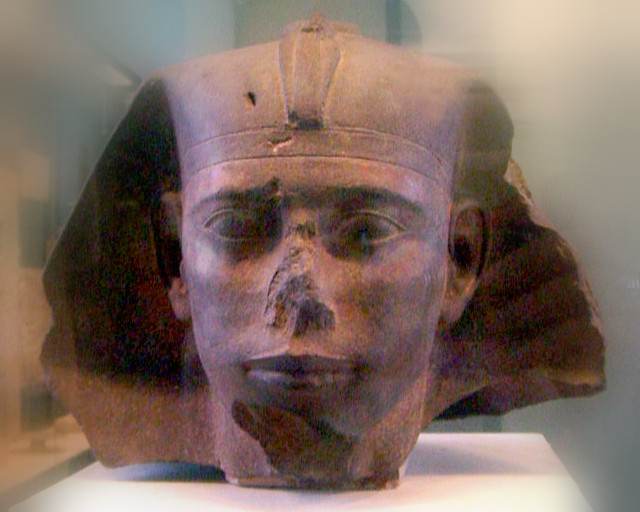
Testa di Djedefra in quarzite. Museo del Louvre, Parigi.
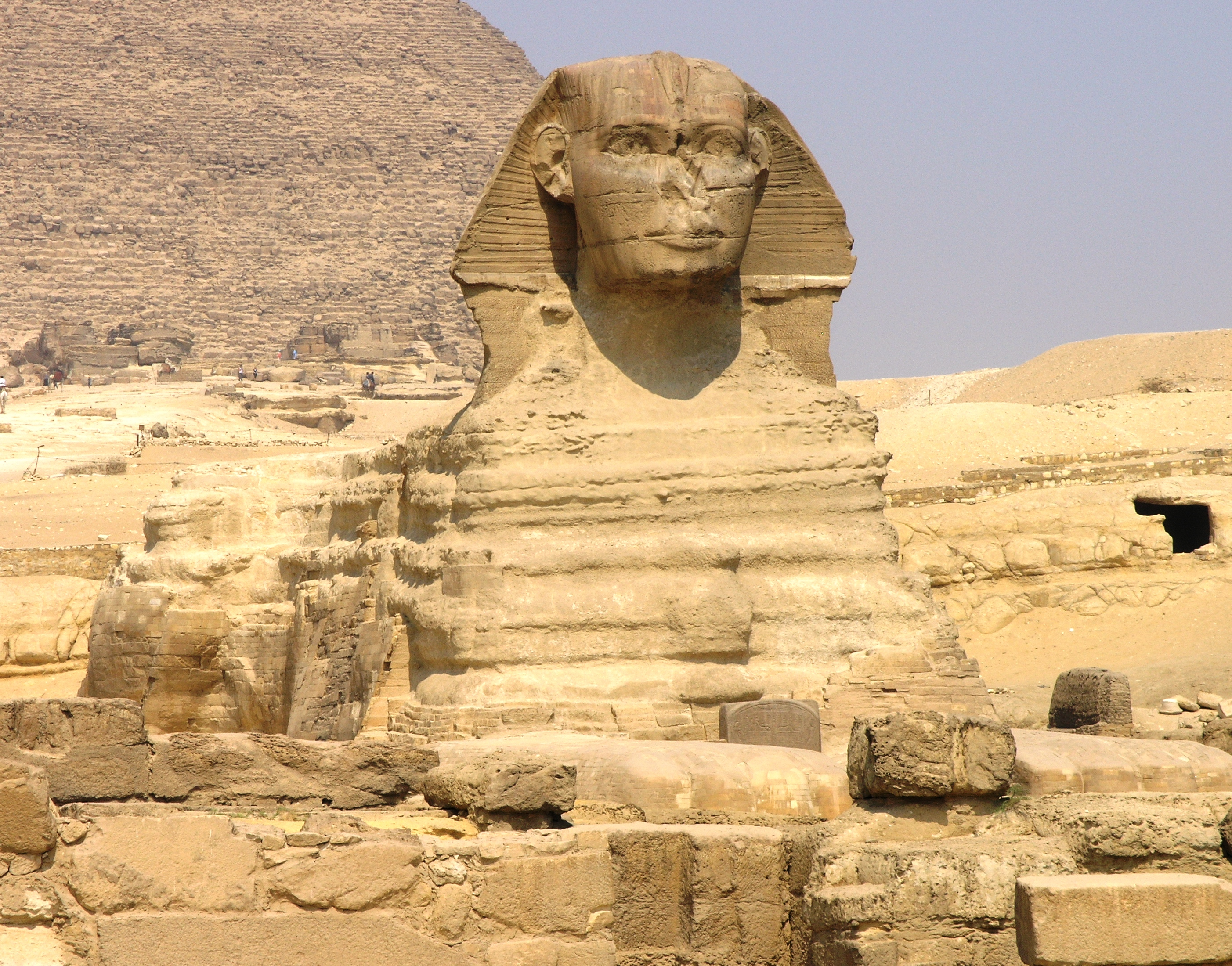
Grande Sfinge di Giza.
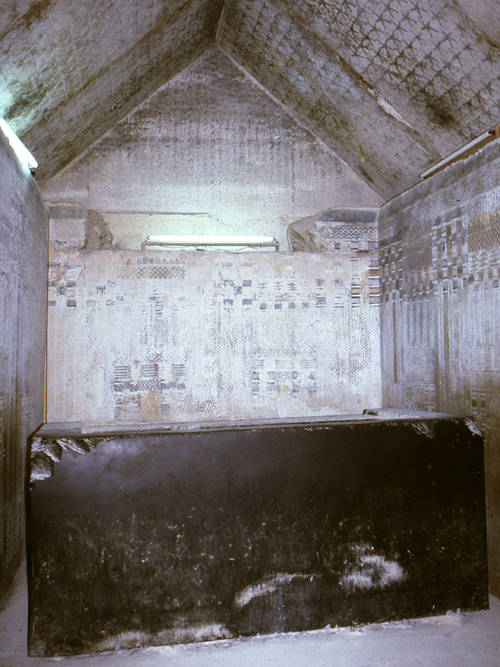
Camera funeraria della piramide di Unis, a Saqqara.

### Architettura funeraria privata
Attorno alle grandi sepolture reali (Saqqara, Dashur, Giza e Abu Sir) si sviluppano necropoli riservate ai funzionari e ai rappresentanti della corte.
Architettonicamente le sepolture dei privati rimangono legate all'edificazione di mastabe, pur introducendo l'innovazione costruttiva dell'utilizzo di pietra a discapito del mattone. L'edificio mantiene, come nei secoli precedenti, due elementi principali: l'infrastruttura e la sovrastruttura. L'infrastruttura è costituita da una camera funebre contenente il sarcofago e le offerte per l'aldilà del defunto. Le offerte votive, deposte durante i riti giornalieri, erano collocate in una cappella in superficie. La sovrastruttura presenta numerose stanze decorate con rilievi dipinti raffiguranti scene di vita quotidiana.

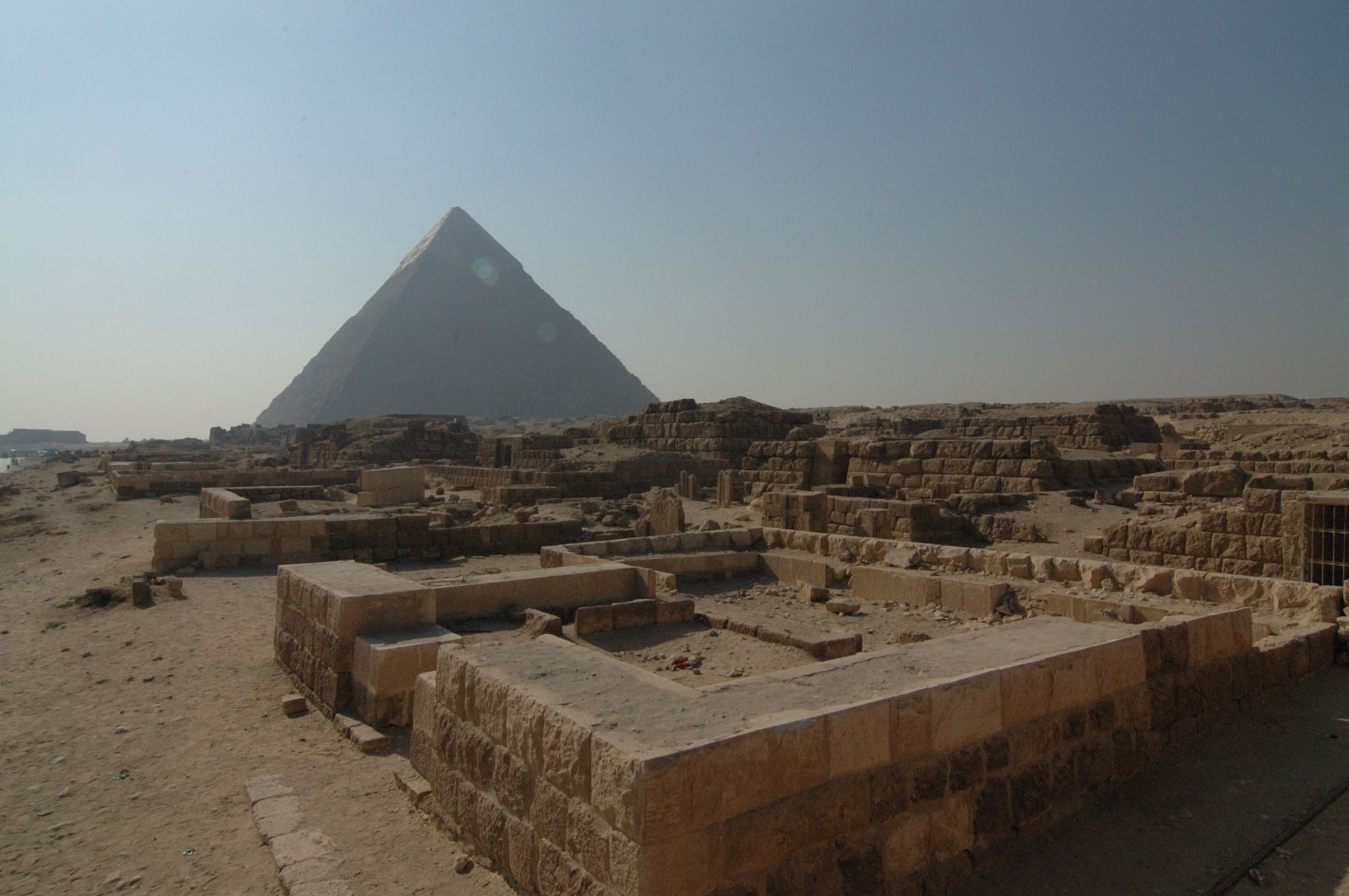
Mastabe e piramide di Chefren.
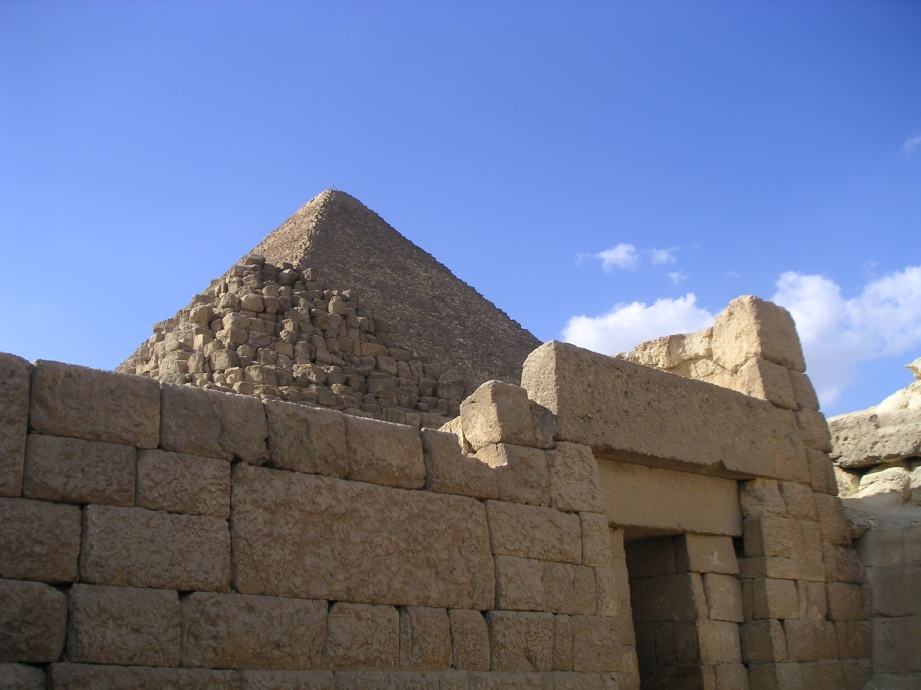
Mastaba di Khufukhaf II.
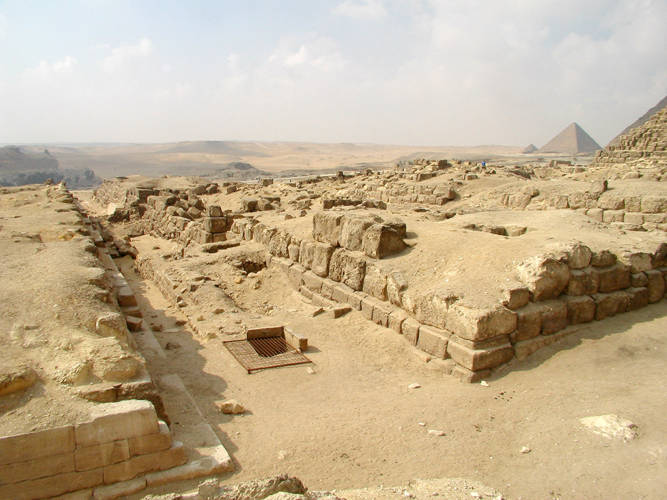
Mastabe a est della piramide di Cheope.
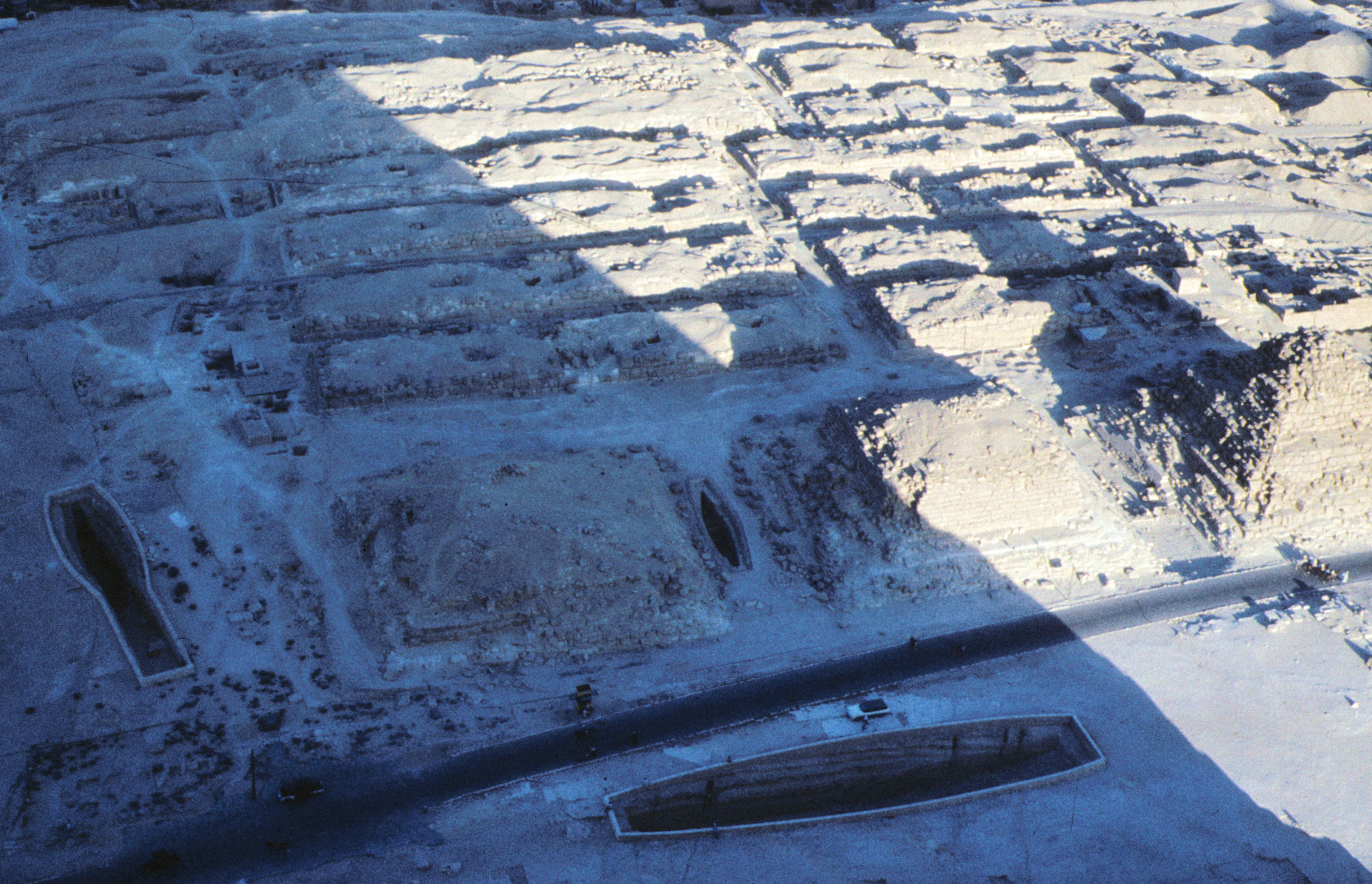
Mastabe a est della piramide di Cheope.

### Architettura religiosa
Le testimonianze archeologiche riguardo l'architettura templare di questo periodo sono molto scarse.
I ritrovamenti più antichi sono quelli appartenenti ai complessi funerari di Cheope, Chefren e Micerino a Giza.
Alcuni ritrovamenti effettuati ad Abu Gurab, risalenti alla V dinastia e ai faraoni Irmaat e Niuserra, indicano la presenza di luoghi di culto in cui si venera il dio del sole Ra.
Il tempio è diviso in due parti: un tempio a valle costituito da una banchina per l'attracco delle imbarcazioni sulla sponda del Nilo, e una rampa ascensionale verso il tempio funerario o alto. Questo è formato da un grande cortile porticato, nel centro del quale si innalza un obelisco di dimensioni monumentali (benben).

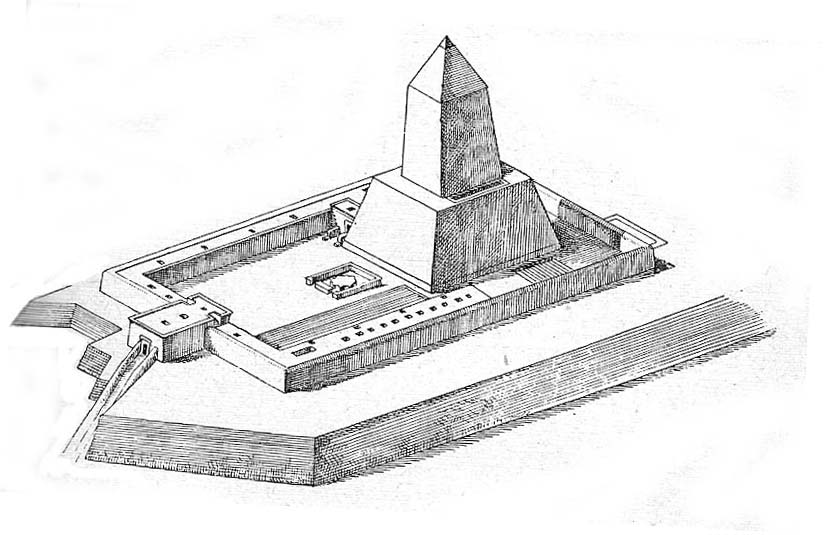
Tempio solare ad Abu Gurab
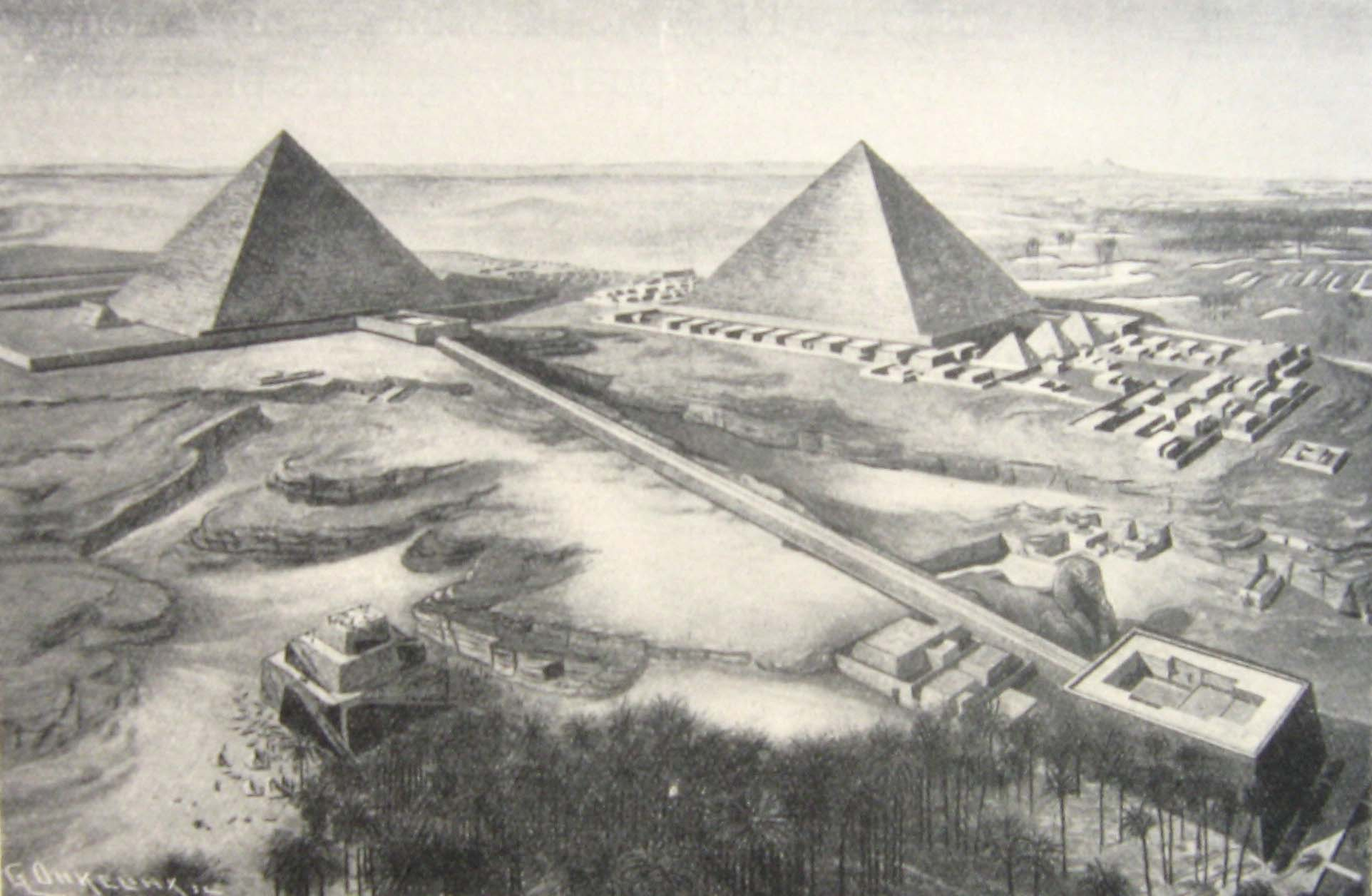
Ricostruzione della piana di Giza con le piramidi, i templi funerari e i templi a valle
Ricostruzione 3d del tempio a valle di Micerino

### Decorazione architettonica
Le stanze interne delle piramidi della IV dinastia sono prive di decorazioni parietali. I rilievi e le iscrizioni sulle pareti delle camere funerarie vengono introdotte con la V dinastia. 
La piramide di Unis presenta la camera funeraria con decorazioni parietali, recanti i Testi delle Piramidi, e con soffitto decorato da un cielo stellato.
Le sepolture dei nobili e dei dignitari di corte e i templi funerari presentano, fin dalla IV dinastia, un vasto apparato di decorazioni architettoniche. I temi sono molteplici: uomini che recano doni al defunto; false porte, ovvero riproduzioni lapidee delle stuoie arrotolate poste agli ingressi delle abitazioni egizie; raffigurazione dei defunti spesso davanti ad una Tavola delle offerte; scene di traghettamento dell'anima verso il mondo dei morti; banchetto funebre; scene di vita quotidiana.
Un esempio mirabile di arte dell'Antico Regno è rappresentato dal fregio rappresentante le Oche di Meidum eseguite su stucco.

## Scultura

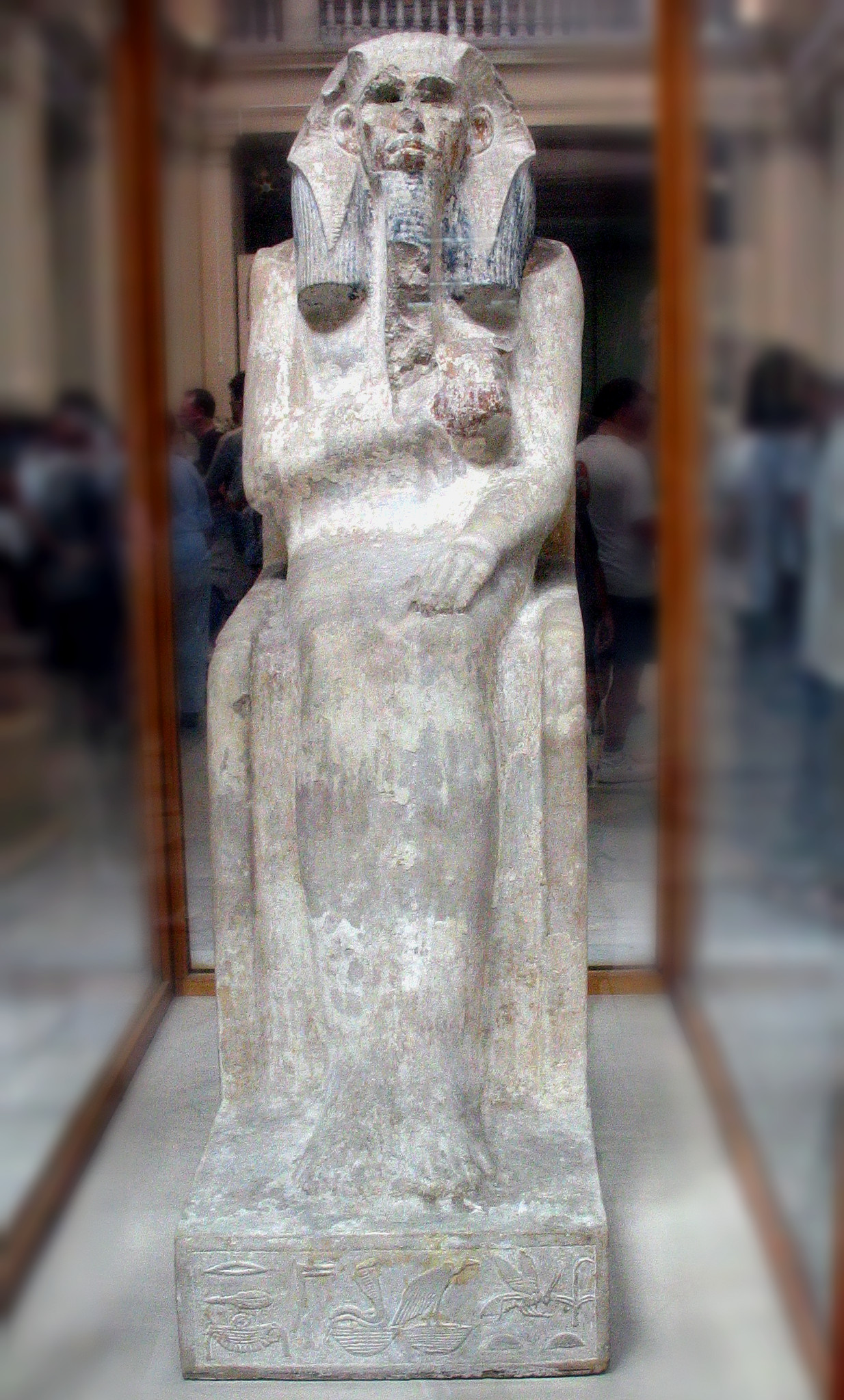
Statua di Djoser (2700-2650 a.C. circa, Il Cairo, Museo Egizio

La principale trasformazione avvenuta nella statuaria dell'Antico Regno rispetto al periodo Tinita è il passaggio da sculture di piccole dimensioni, come quelle del sovrano Khasekhemui (II dinastia), che non superavano i 70 cm a opere che raggiungono anche 1,50 m, come la statua assisa di Gioser.

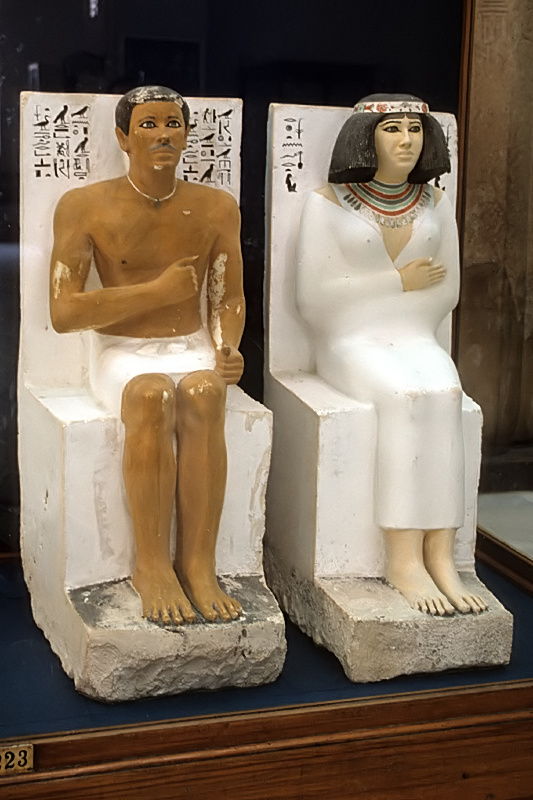
Statue di Rahotep e Nofret (2600 a.C. circa), Il Cairo, Museo Egizio

Nella fase iniziale del periodo le statue risultano molto massicce, con gambe e braccia rigidamente unite al resto del corpo. In genere i volti dei sovrani tendono ad una certa idealizzazione, anche se non mancano alcuni caratteri fisioniomici specifici che identificano i personaggi rappresentati e l'epoca di realizzazione dell'opera.
Esempio di questa prima fase scultorea è la statua di Djoser, proveniente dal serdab del tempio funerario di Saqqara e oggi conservata al Museo Egizio del Cairo. Il sovrano è raffigurato in grandezza naturale, assiso sul trono, con il corpo avvolto nel mantello della festa Sed, il braccio destro piegato sul petto, con mano stretta a pugno, mentre quello sinistro appoggiato sulla coscia sinistra; il volto è incorniciato da una parrucca tripartita sottostante il copricapo nemes (emblema regale) e da una lunga barba. Il ritratto del sovrano presenta zigomi pronunciati, occhi infossati (in origine con orbite in cristallo di rocca) e gli angoli della bocca rivolti verso il basso. In origine l'opera era rifinita con una vivace policromia, di cui restano labili tracce.

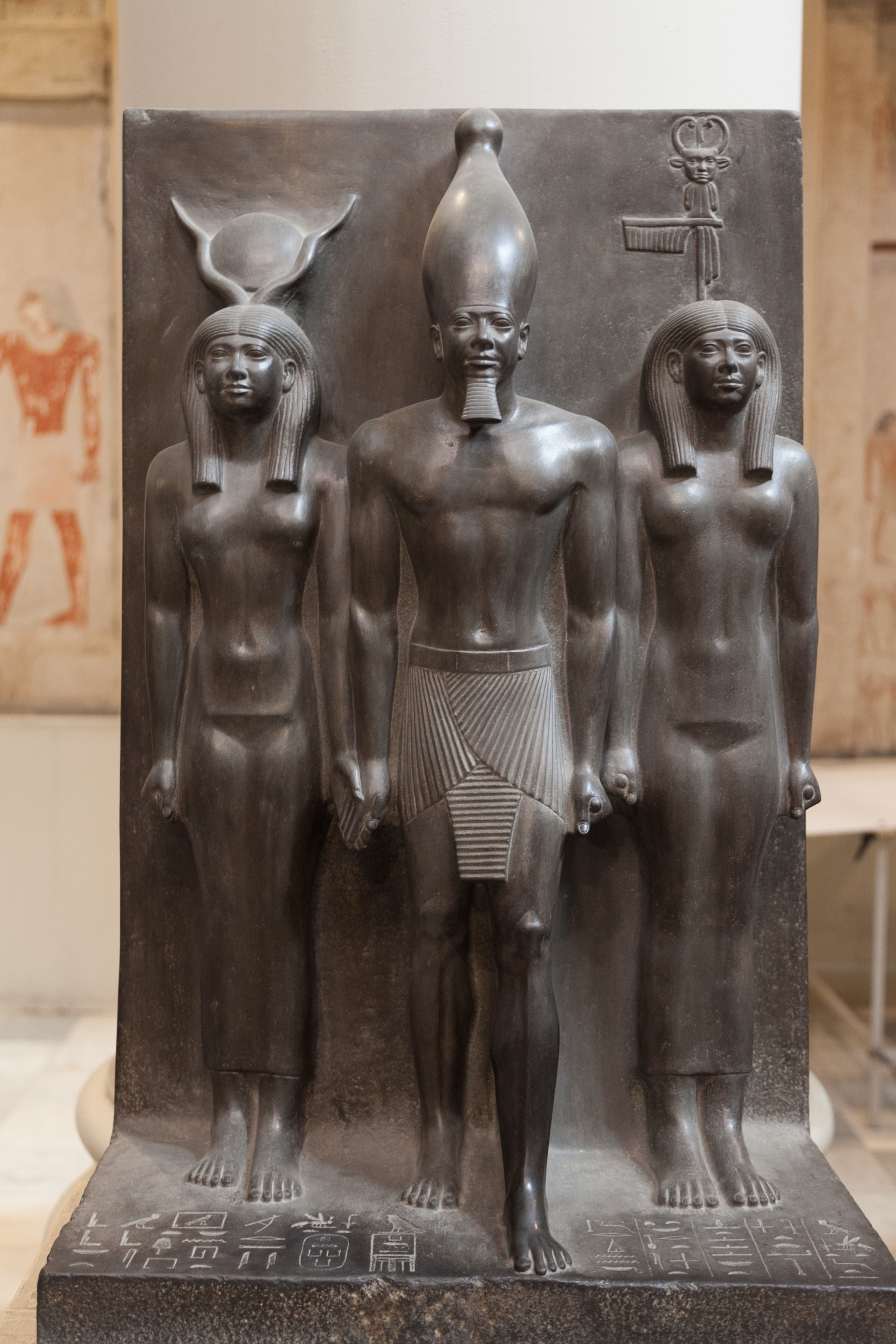
Triade di Micerino (2475 a.C.), Il Cairo, Museo Egizio

Altra scultura simbolo di questa prima fase dell'Antico Regno è la statuina di Cheope, unica intatta fra la rarissime raffigurazioni rimaste del sovrano, rappresentato assiso sul trono.
All'inizio della IV dinastia risale uno straordinario e unico, per la sua perfetta conservazione, gruppo statuario: il principe Rahotep e la moglie Nofret(2600 a.C. circa) dalla sepoltura a Meidum.
Le statue, completamente pigmentate, presentano una differente colorazione dell'incarnato: ocra rossa per l'uomo e carnagione chiara per la donna, entrambi con capelli neri. Inoltre le sculture presentano cristalli di rocca incastonati nelle orbite oculari, accorgimento che rende estremamente realistica l'opera. 
Le stesse caratteristiche si riscontrano anche nella scultura dello scriba seduto, proveniente da Saqqara e risalente alla V dinastia, oggi conservata al Louvre.
Con Chefren gli artisti introducono un trattamento meno rigido e più plastico delle masse e dei particolari dei personaggi raffigurati, inoltre si introduce un maggiore realismo nelle sembianze del volto e per la prima volta il sovrano è accompagnato dalla rappresentazione fisicara delle divinità.
L'esempio migliore di queste innovazioni artistiche sono le numerose sculture del sovrano eseguite in diorite, rinvenute nel tempio funerario presso la sua piramide a Giza. Il faraone è rappresentato assiso in trono con il falco, simbolo di Horus, che avvolge con le ali il capo di Chefren.
Il faraone Micerino introduce la produzione di gruppi scultorei stanti, diadi e triadi, di dimensioni minori rispetto a quelle del suo predecessore, in cui il re si accompagna alla moglie, raffigurata nella stessa scala del marito, (sculture diadi) e alle divinità che personificano i vari distretti del regno e alla dea Hator, protettrice della regalità. 
Gli artisti della IV dinastia rendono i volumi massicci delle sculture precedenti più morbidi, leggeri e naturalistici, creando una resa anatomica dei corpi più reale e caratterizzata da una possente muscolatura per gli uomini e una maggiore sinuosità e morbidezza delle curve del corpo per le donne.
A partire dal regno di Unis, si introduce un nuovo stile, detto secondo. Le caratteristiche introdotte in questo secondo periodo sono: testa più grande e sferica, grandi occhi sporgenti, corpo allungato con mani e vita molto sottili.
Le statue sono generalmente di dimensioni minori e per la maggior parte eseguite in legno (rari casi anche in rame).
Esempio di scultura lignea di questo periodo è la statua di Ka'aper, proveniente da Saqqara e risalente al 2460 a.C., in origine ricoperta da uno strato di gesso dipinto ora perduto.
A partire dalla V dinastia si diffonde anche tra i privati la realizzazione di gruppi scultorei, raffigurante i componenti della famiglia. Gli individui ritratti possono essere entrambi stanti, entrambi seduti o alternati; solitamente in queste opere si mantiene la scala di dimensione tradizionale, la quale vuole la moglie più bassa rispetto al marito. Rari casi, come il gruppo scultoreo di Nikare (2400 a.C. circa), mostrano la moglie e il figlio sulla stessa scala dimensionale del marito.
Unico esempio nel suo genere è la statua del medico Niankhere, risalente alla VI dinastia, rappresentato in posizione accoccolata con la gamba destra alzata, la sinistra leggermente abbassata e la mano destra appoggiata al gonnellino, trasmette un forte senso di movimento.
Rara testimonianza della maestria raggiunta dagli scultori dell'Antico Regno è la scultura stante, a grandezza naturale, del faraone Pepi I (VI dinastia) realizzata in rame.

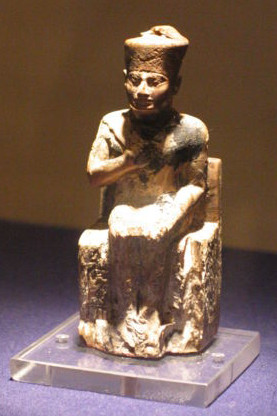
Statuetta di Cheope, Il Cairo, Museo Egizio
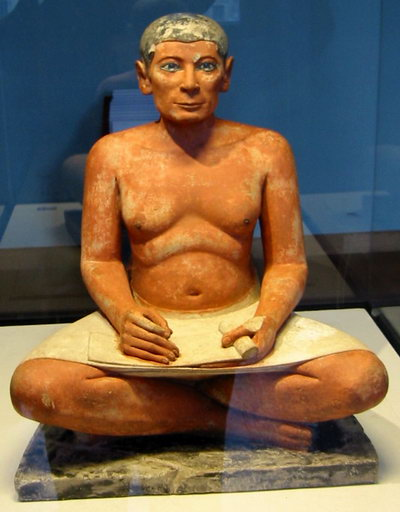
Scriba rosso, Parigi, Museo del Louvre
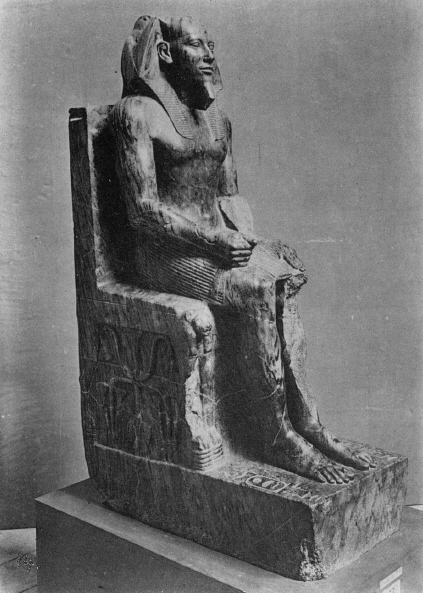
Statua di Chefren in trono, Il Cairo, Museo Egizio
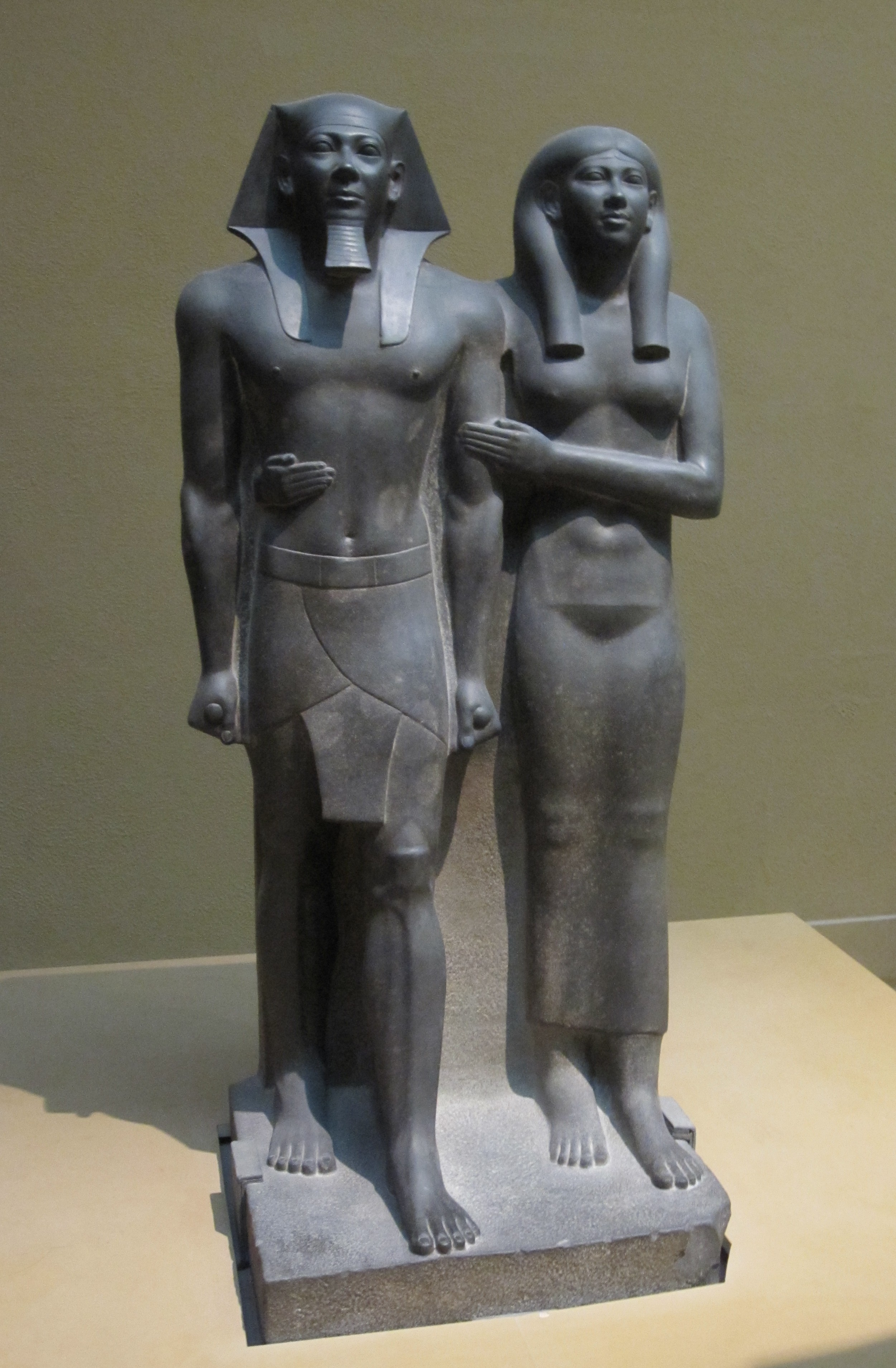
Statua diade di Micerino e consorte, Il Cairo, Museo Egizio
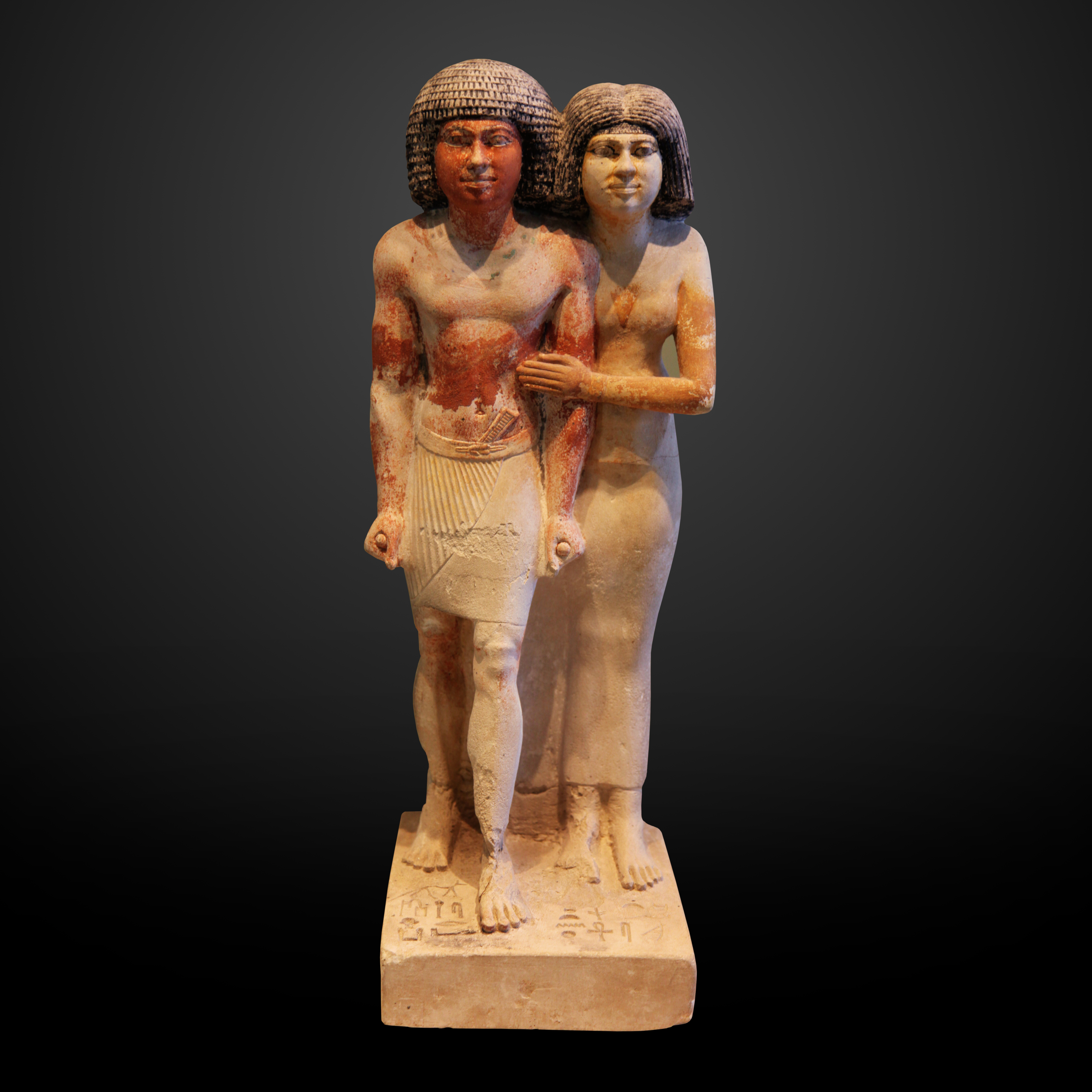
Gruppo stante di Herkare e di sua moglie (2450 a.C.)Parigi, Museo del Louvre
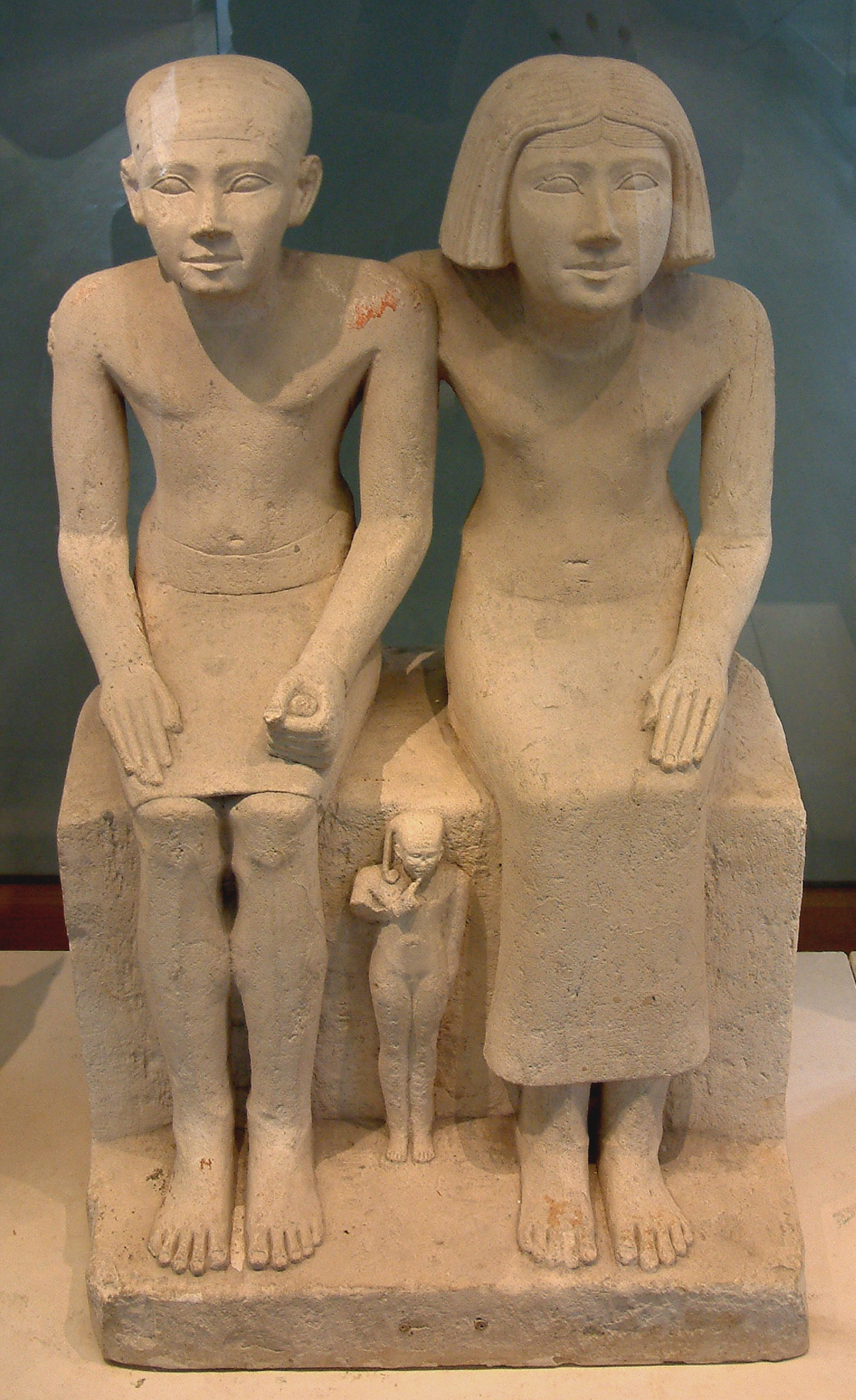
Coppia assisa con figlio (2450 a.C. circa) Parigi, Museo del Louvre
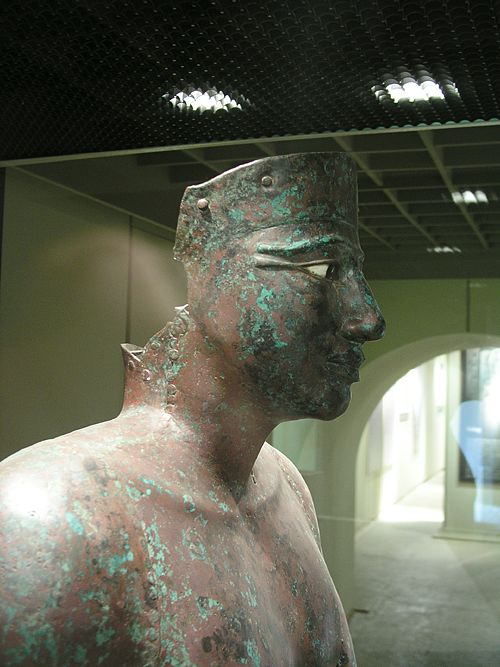
Statua in rame di Pepi I

## Pittura e rilievo
La pittura e il rilievo nell'arte dell'Antico Regno non possono essere scisse, poiché sono l'una il complementare dell'altro.
L'ambito da cui provengono tutte le testimonianze di queste arti sono due: religioso, committenza esclusiva dei sovrani, e funerario, riscontrabile anche in contesti privati (soprattutto a partire dalla V e VI dinastia).

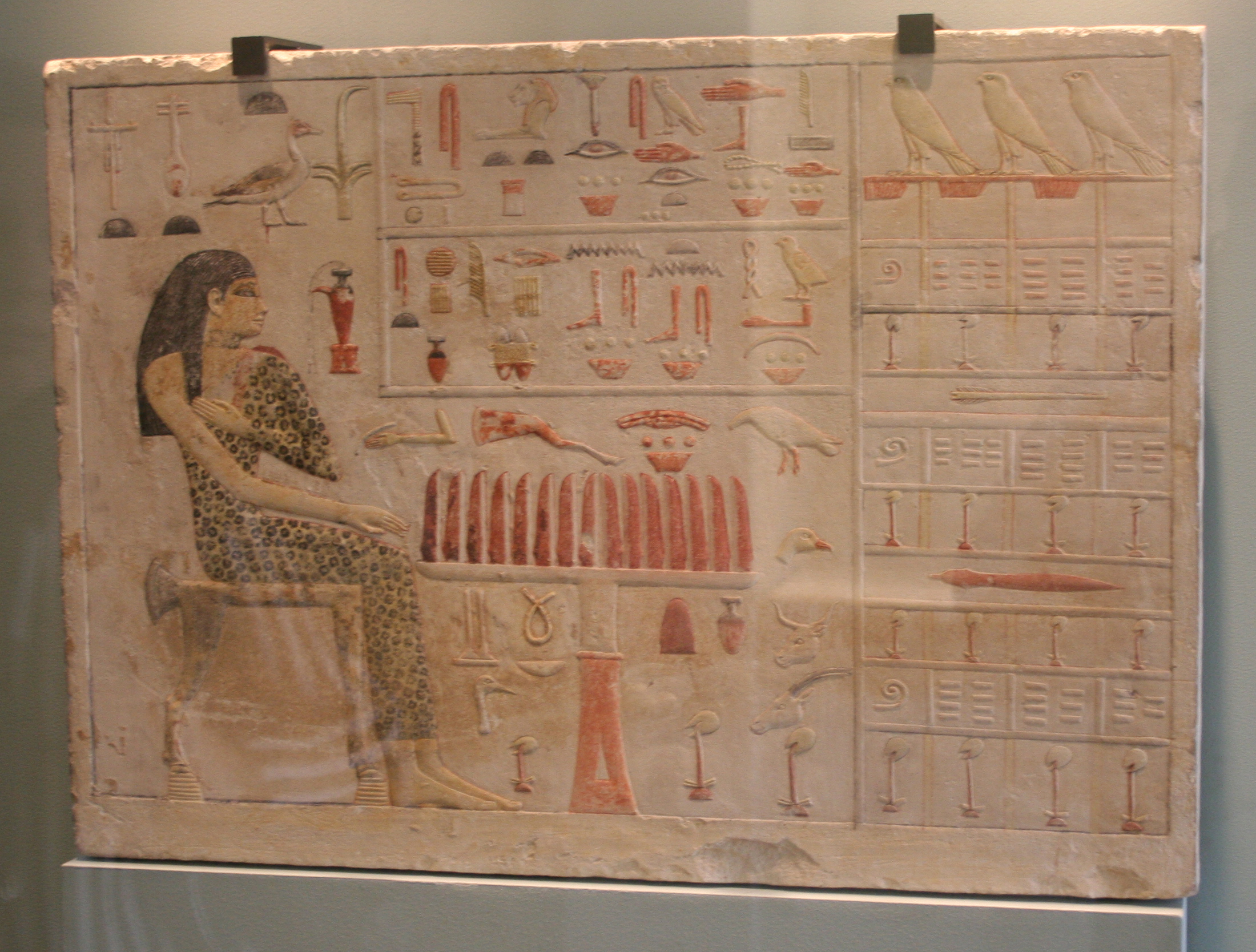
Rilievo dipinto di Nefertiabet (2600 a.C. circa) Parigi, Museo del Louvre

Le due arti hanno lo scopo di guidare il defunto lungo il cammino verso l'oltretomba (in ambito funerario) e di ottenere la benevolenza delle divinità (in ambito religioso). La pittura e il rilievo hanno principalmente una funzione di utilità, che va oltre la bellezza e l'armonia estetica, che si basa sull'esatta iconografia dei temi e delle formule eseguite.
I temi rappresentati sono per lo più scene di vita quotidiana: agricoltura, allevamento, pesca, caccia, produzione della birra, del vino e del pane, esecuzione di mobili e suppellettili, tessitura, danze, banchetti, riti di circoncisione, riti funebri, guerre e riti religiosi. 
L'esecuzione dei bassorilievi prevede dei procedimenti molto accurati, per prima cosa l'arista leviga la superficie lapidea e se necessario la stucca o la ricopre con uno strato sottile di gesso. A questo punto si schizzano sulla parete, con pigmento rosso o giallo o nero, le varie figure e i simboli da realizzare. Terminati questi procedimenti preliminari, si passa all'esecuzione vera e propria del bassorilievo, che si divide in tre tecniche esecutive. Agli inizi del periodo compare il bassorilievo propriamente detto, in cui le figure emergono da uno sfondo ribassato. A partire dalla IV dinastia compare il rilievo abbassato o dans le creux, in cui lo sfondo viene scavato solo lungo la linea di contorno delle figure. L'ultima tecnica è l'incisione, nella quale la figura viene completamente scavata all'interno.
Per quanto riguarda la pittura la tecnica maggiormente utilizzata è la tempera, che consiste nel diluire in acqua le varie polveri di pigmento con aggiunta di un collante naturale (bianco d'uovo o gomma vegetale). Purtroppo ci sono giunte scarse testimonianze di pittura egizia a causa della tecnica, che risulta molto debole e di precaria conservazione.
I pigmenti utilizzati sono: ocra rossa (rosso), ocra gialla (giallo), azzurrite (azzurro), malachite e crisocolla (verde), residui della combustione del legno detto nerofumo (nero) e gesso (bianco).
Gli attrezzi usati dai pittori sono: conchiglie, tazze per la miscella dei colori e gambi di legno o nervature di palma schiacciati ad una estremità usati come pennelli.

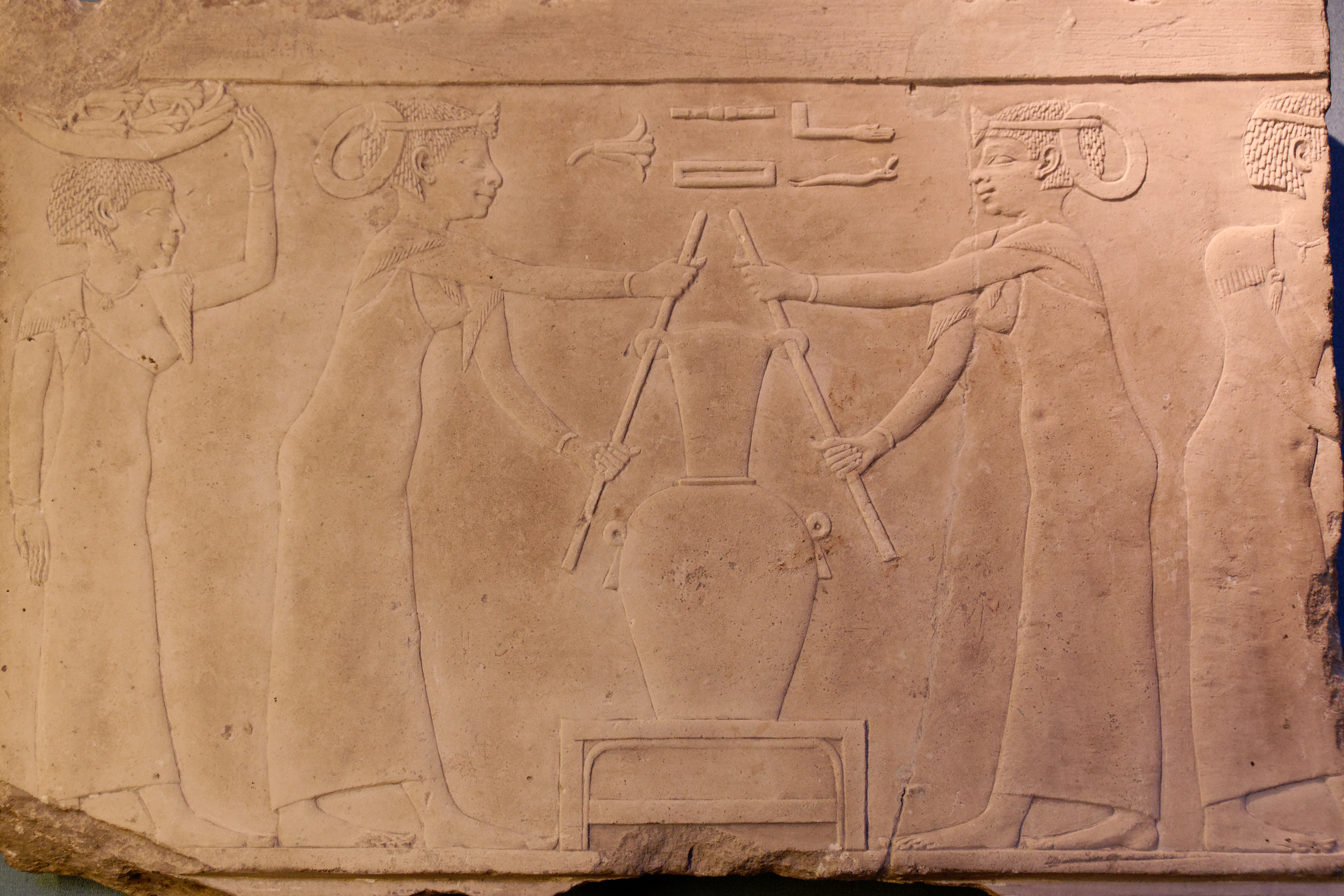
Rilievo, primo stile, Parigi, Museo del Louvre
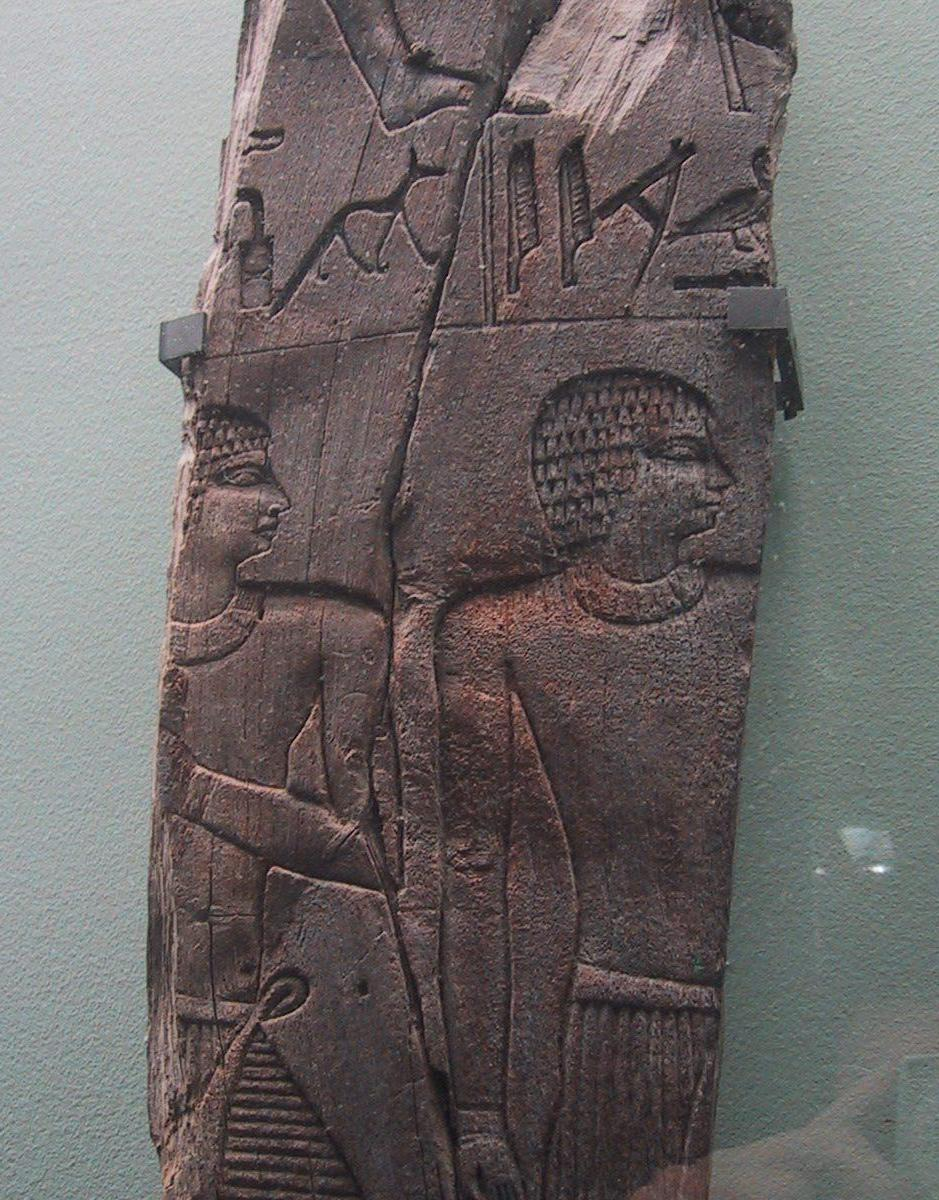
Rilievo, secondo stile, Parigi, Museo del Louvre
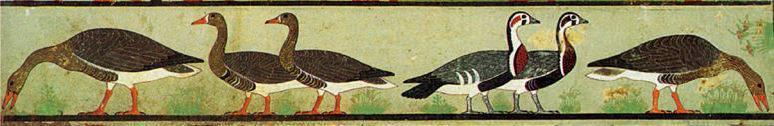
Oche di Meidum (IV dinastia) Il Cairo, Museo Egizio
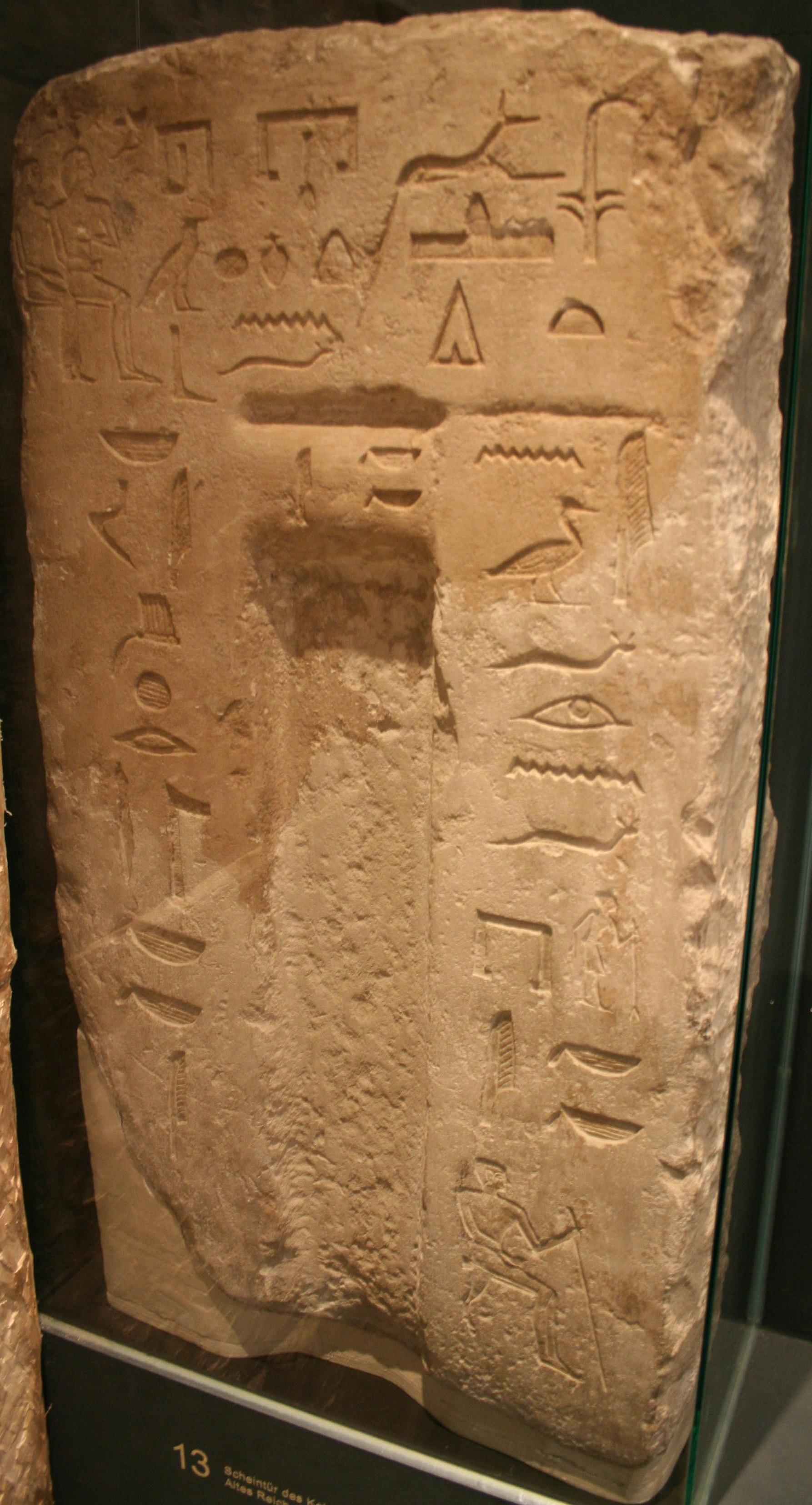
Rilievo del tipo "falsa-porta"

## Corredo funebre
A partire dalla IV dinastia il corredo funebre è costituito da numerosi oggetti: vasi, gioielli, amuleti in forma di divinità con iscrizioni rituali, cibo, tessuti, arredamenti (come testimonia il corredo ritrovato nella tomba della regina Hetepheres, madre di Cheope), baldacchini dorati, scatole, sedie e statue (in calcare, argilla, legno e avorio) di ridottissime dimensioni, non più di 20 cm, rappresentanti artigiani al lavoro, offerenti, scene di pesca e granai. 
Durante l'Antico Regno il sarcofago più diffuso è quello in pietra con coperchio a cupola.

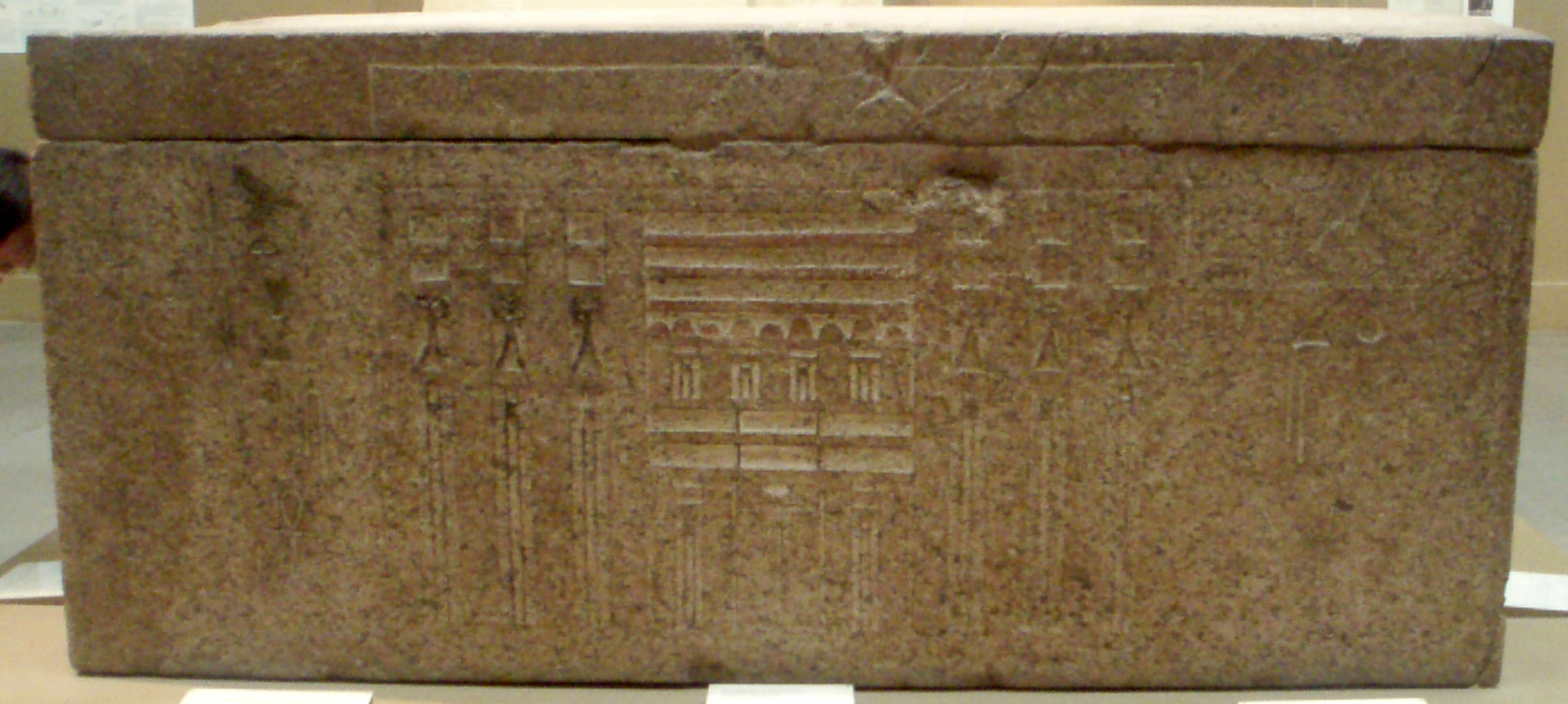
Sarcofago di Meresankh II, in granito rosso, rinvenuto a Giza. Museum of Fine Arts, Boston.